# Habsheim
Habsheim är en kommun i departementet Haut-Rhin i regionen Grand Est (tidigare regionen Alsace) i nordöstra Frankrike. Kommunen ligger i kantonen Habsheim som tillhör arrondissementet Mulhouse. År 2022 hade Habsheim 5 061 invånare.

## Mulhouse-Habsheims flygplats
I kommunen ligger en mindre flygplats med en 1 120 meter lång asfalterad rullbana. Flygfältet var tidigare en militärbas, men används numera som flygfält för mindre flygplan.

### Olyckor
Den 26 juni 1988 störtade en splitter ny Airbus 320, Air France Flight 296, under en flyguppvisning med 136 personer ombord. Flygplanet, som var det första helt datastyrda civila passagerarplanet, skulle göra en överflygning i låg fart 50 meter över marken med landstället utfällt. Planet kom ner på för låg höjd, endast 10 meter över marken. Piloterna upptäckte sitt misstag, drog på full gas och försökte stiga, men det var för sent. Planet plöjde in i en skog, bröts i flera delar och fattade eld. Av de 130 passagerarna omkom tre och åtskilliga skadades. Haveriutredningen kom fram till att piloterna bar ansvaret för olyckan. Piloterna hävdade att de försökt stiga, men att flygplanets datorer hade velat landa. Olyckan lämnade en rad frågetecken kring samspelet mellan människa och dator.

## Befolkningsutveckling
Antalet invånare i kommunen Habsheim
| Referens: INSEE |